# Casqueamento

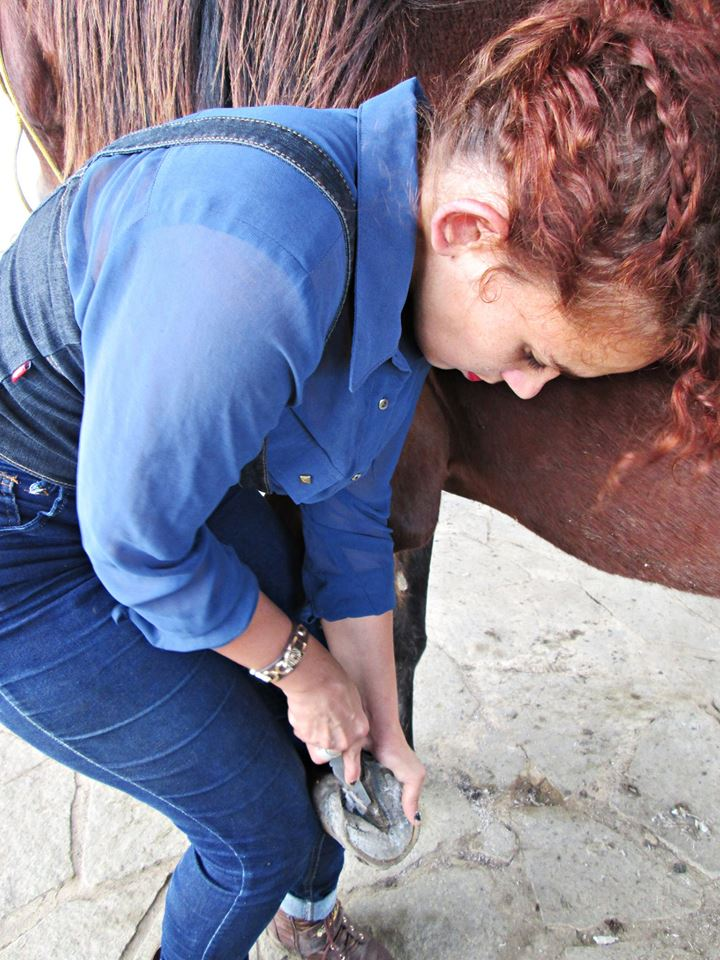
Técnica em agropecuária realizando casqueamento em potro.

O casqueamento é um procedimento feito no cascos dos angulados (mais comumente em equinos, equideos e muares) empregado como forma de tratamento ou manutenção, prevenindo e curando doenças que possam acometer o animal. 

## Importância
O adequado tratamento dos cascos do equino podem ser um dos fatores determinantes para o desempenho correto das funções a que esse animal é destinado. Um bom casqueamento influi em melhores condições de locomoção e sustentação dos animais, seja de pista, lazer ou esporte. Estes podem ser executados juntos ou separadamente, sendo que um pode ou não complementar o outro dependendo das necessidades do animal.
O casco é a base de sustentação de todo peso do animal, interfere na saúde das articulações e tendões, na qualidade da locomoção e no desempenho durante o trabalho.

## Ferramentas
As mais comuns utilizadas no casqueamento são:
- Rineta (facas de casco)
- Torques de casco
- Alicate de rebinar (jacaré)
- Martelo de cravejar
- Marreta de ajustar ferradura
- Grosa
- Alicate saca cravo
- Torques saca ferradura de 15’
- Pinça de casco
- Clinche cortador (cortador de cravo)
- Bigorna
- Avental para ferrar

## Métodos e posturas
Para ser casqueado, o cavalo deve ser contido. No entanto, o casqueador nunca deverá usar de violência para isso. A princípio, deve-se ficar no centro de equilíbrio do animal (perto de sua patas dianteiras) onde diminui o risco de um possível incidente como coices ou qualquer outra atitude defensiva. A pata a ser trabalhada é segurada e então utiliza-se uma escova para tirar o excesso de resíduos, como terra e estrume.
A ranilha é cortada e caso seja encontrado fungos ou quaisquer patologia a região deve ser imediatamente medicada. A parede do casco é lixada respeitando as medições e angulações da mesma e por fim é finalizado com um produto que permeabiliza as paredes do casco evitando infiltrações. O mesmo procedimento é adotado para as patas traseiras, sendo esses os membros nos quais o cavalo tem mais força defensiva. É recomendada maior atenção.
Uma observação importante a ser feita é quanto aos animais em liberdade, no campo, que não necessitam de ferraduras, porque o desgaste do casco se faz naturalmente, sem prejuízo para o casco do animal. O casco, embora pareça uma parte do corpo estática, sofre incessantes mudanças que, dependendo da raça, da idade, do serviço que o animal presta, podem se manifestar com maior ou menor intensidade.